# Ildkatten
Ildkatten (originaltittel: The Fire Cat) er en amerikansk stumfilm fra 1921 af Norman Dawn.

## Medvirkende
- Edith Roberts som Dulce
- Walter Long som Gringo Burke
- Eagle Eye som Cholo Pete
- Olga D. Mojean som Alvarez
- Beatrice Dominguez som Margarita
- Arthur Jasmine som Pancho
- Wallace MacDonald som David Ross